# 刘锦才
刘锦才（1942年6月20日—2007年11月17日），生于马来西亚砂拉越州，籍貫广东惠东，中华人民共和国政治人物，中华全国归国华侨联合会副主席，中国民主促进会中央委员会常务委员，陕西省政协副主席，第九、十届全国政协委员。